# Сидзуока (станция)
Станция Сидзуока (яп. 静岡駅 Сидзуока-эки) — железнодорожная станция, расположенная в городе Сидзуока, Япония, на линиях Токайдо-синкансэн и Токайдо.

## История
Станция Сидзуока впервые открылась в феврале 1889 года, а перестройки станции производились в 1907 и 1935 годах. Платформы линии Токайдо-синкансэн открылись в 1964 году. В 1981 году к станции был пристроен торговый центр «Парсхэ».

## Схема станции
Станция Сидзуока имеет четыре платформы, обслуживающие шесть путей. Две центральные платформы обслуживают поезда линии магистрали Токайдо и ночные поезда дальнего следования.
Станция Сидзуока имеет четыре платформы, обслуживающие шесть путей. Две центральных платформы обслуживают поезда линии магистрали Токайдо и ночные поезда дальнего следования.